# William D. Revelli Composition Contest
De William D. Revelli Composition Contest is een Amerikaanse jaarlijkse compositiecompetitie, opgericht in 1977 door het National Band Association op het gebied van composities voor harmonieorkest, vernoemd Dr. William D. Revelli (1902 - 1994), dirigent van het University of Michigan Bands.

## Winnaars
| jaar | compositie                                         | componist            |
| ---- | -------------------------------------------------- | -------------------- |
| 1977 | Variations for Band                                | Jerome Sorczek       |
| 1978 | (geen wedstrijdvorm)                               | (geen wedstrijdvorm) |
| 1979 | Textures                                           | Harry Bulow          |
| 1980 | Between Worlds                                     | Byron Tate           |
| 1981 | Concerto for Bass Trombone and Band                | David R. Gillingham  |
| 1982 | (geen wedstrijdvorm)                               | (geen wedstrijdvorm) |
| 1983 | Scherzo for a Bitter Moon                          | Gregory Youtz        |
| 1984 | Concerto for Wind and Percussion Orchestra         | Arthur Gottschalk    |
| 1985 | Winds of Nagual                                    | Michael Colgrass     |
| 1986 | (geen wedstrijdvorm)                               | (geen wedstrijdvorm) |
| 1987 | Apparitions for Symphonic Band                     | Anthony Iannaccone   |
| 1988 | For Precious Friends Hid in Death's Dateless Night | Martin Mailman       |
| 1989 | Concerto for Piano, Winds and Percussion           | Gordon Ring          |
| 1990 | The Adventures of Matinee Concerto                 | Paul Epstein         |
| 1991 | To Build a Fire                                    | Mark Camphouse       |
| 1992 | Passacaglia (Homage on B-A-C-H)                    | Ron Nelson           |
| 1993 | The Hounds of Heaven                               | James Syler          |
| 1994 | Lost in the Fun House                              | Jeffrey Hass         |
| 1995 | Bum's Rush                                         | Donald Grantham      |
| 1996 | Dreamcatcher                                       | Walter Mays          |
| 1997 | The Drums of Summer                                | Warren Benson        |
| 1998 | Fantasy Variations                                 | Donald Grantham      |
| 1999 | Southern Harmony                                   | Donald Grantham      |
| 2000 | Restless Birds Before the Dark Moon                | David Kechley        |
| 2001 | Escapade                                           | Joseph T. Spaniola   |
| 2002 | Illuminations                                      | Dean Roush           |
| 2003 | Ra!                                                | David Dzubay         |
| 2003 | A Perthshire Majesty                               | Samuel R. Hazo       |
| 2004 | Illuminations for Solo Trombone and Wind Symphony  | Joseph Turrin        |
| 2005 | Music of the Spheres                               | Philip Sparke        |
| 2006 | Symphony No.2                                      | Frank Ticheli        |
| 2007 | Radiant Joy                                        | Steven Bryant        |
| 2008 | Suite Dreams                                       | Steven Bryant        |
| 2009 | Aurora Awakes                                      | John Mackey          |
| 2010 | Ecstatic Waters                                    | Steven Bryant        |
| 2011 | Passage                                            | Scott Lindroth       |
| 2011 | Epitaphs Unwritten                                 | Kevin Walczyk        |
| 2012 | The End of the World                               | Michael Schelle      |
| 2013 | Audivi Media Nocte                                 | Oliver Waespi        |
| 2014 | Affirmation                                        | Wayne Oquin          |
| 2015 | Masks and Machines                                 | Paul Dooley          |
| 2015 | Wine-Dark Sea                                      | John Mackey          |
| 2016 | A Colour Symphony                                  | Philip Sparke        |
| 2017 | Symphony No. 2 "Voices"                            | James Stephenson     |
| 2018 | Song for Silent Voices                             | Wayne Oquin          |
| 2019 | Come Sunday                                        | Omar Thomas          |
| 2020 | Love and Light                                     | Brian Balmages       |
| 2021 | Lux Perpetua                                       | Frank Ticheli        |
| 2022 | Flying Jewels                                      | James M. David       |
| 2023 | Deciduous                                          | Viet Cuong           |
| 2024 | Enigma                                             | David Biedenbender   |